# 上海牌香煙
上海牌香煙是上海煙草集團出品的一款香煙。

## 摘要
上海牌香煙外殼為金黃色，鏤刻有上海外灘風景，為一款乙級烤煙型香煙，有硬裝、12隻硬裝、5隻硬裝、20隻軟裝等樣式。

## 歷史
1958年由國營的上海煙草公司出品，上海卷煙二廠生產。2010年上海煙草公司發出公文宣布上海牌將整合進紅雙喜牌香煙，外殼顏色及口味和品質與價格不變，品牌名稱更名為紅雙喜僅在包裝左側面上海與紅雙喜標識共存。

## 規格
上海牌20隻硬殼
- 焦油量：12mg
- 煙氣煙鹸量：1.1mg
- 煙氣一氧化碳量：12mg
- 香煙圓周：27.5毫米
- 香煙長度：70毫米